# Valentina Gagliardi
Valentina Gagliardi (Cosenza, 16 maggio 1998) è una giocatrice di calcio a 5 e calciatrice italiana, laterale del Real Lions Ancona.

## Carriera

### Club
Proveniente dal calcio a 5 femminile, Valentina Gagliardi durante il calciomercato estivo 2015 coglie l'occasione per compiere un salto di categoria sottoscrivendo con la Riviera di Romagna un contratto per giocare in Serie A per la stagione entrante. Gagliardi, impiegata in 13 occasioni alle quali si aggiunge l'unica in Coppa Italia, condivide le sorti della squadra la quale, dopo un girone di andata concluso all'ottavo posto e mantenendosi in zona salvezza anche per gran parte del campionato, in virtù dei risultati negativi degli ultimi incontri non riesce a evitare la retrocessione in Serie B, arrivata alla penultima giornata.
La decisione della società di non iscriversi al campionato successivo svincola la giocatrice che decide di tornare al calcio a 5 accettando la proposta del Real Lions Ancona per giocare in Serie A la stagione entrante.